# Franciszek Michałkiewicz
Franciszek Michałkiewicz (ur. 2 lutego 1894 w Jędrzejowie, zm. 18 maja 1923 tamże) – żołnierz Legionów Polskich i sierżant Wojska Polskiego. Uczestnik I wojny światowej i wojny polsko-bolszewickiej, działacz niepodległościowy, kawaler Orderu Virtuti Militari.

## Życiorys
Urodził się 2 lutego 1894 w Jędrzejowie, w rodzinie Józefa i Agnieszki z Więckowskich. Ukończył szkołę powszechną w rodzinnej miejscowości. Należał do Związku Strzeleckiego. Od 12 sierpnia 1914 w Legionach Polskich jako żołnierz 7 kompanii 5 pułku piechoty Legionów.
„Szczególnie odznaczył się 19 V 1915 podczas walk pod Konarami: ochotniczo wykonał niebezpieczne zadanie zwiadowcze w pobliskim lesie, biorąc do niewoli 6 jeńców rosyjskich. Za czyn ten otrzymał Order Virtuti Militari”. 16 lipca 1916 awansowany na plutonowego.
Od listopada 1918 w szeregach odrodzonego Wojska Polskiego w składzie 25 pułku piechoty brał udział w walkach na froncie wojna polsko-bolszewickiej, gdzie awansował do stopnia sierżanta. Przeniesiony do rezerwy 20 grudnia 1920. Zmarł 18 maja 1923 w Jędrzejowie w wyniku choroby. W 1922 ożenił się z Józefą Gonkowską, dzieci nie miał.

## Ordery i odznaczenia
- Krzyż Srebrny Orderu Wojskowego Virtuti Militari nr 6615 – 17 maja 1922[5][9][10][11]
- Krzyż Niepodległości – pośmiertnie 13 kwietnia 1931 „za pracę w dziele odzyskania niepodległości”[12]
- Odznaka „Za wierną służbę”[3]